# Damias philocosma
Damias philocosma là một loài bướm đêm thuộc phân họ Arctiinae, họ Erebidae.